# Doryctes
Doryctes är ett släkte av steklar som beskrevs av Alexander Henry Haliday 1836. Doryctes ingår i familjen bracksteklar.

## Dottertaxa tillDoryctes, i alfabetisk ordning[1][2]
- Doryctes anatolikus
- Doryctes anticerufus
- Doryctes bonariensis
- Doryctes boninus
- Doryctes brachynervus
- Doryctes buoculus
- Doryctes californicus
- Doryctes conjectus
- Doryctes contectus
- Doryctes costaricensis
- Doryctes coxalis
- Doryctes denticoxa
- Doryctes diversus
- Doryctes erythromelas
- Doryctes eucrinus
- Doryctes exhalans
- Doryctes fartus
- Doryctes fasciatipennis
- Doryctes fernandopoensis
- Doryctes fijiensis
- Doryctes filiformis
- Doryctes flaviceps
- Doryctes fulviceps
- Doryctes fuscatus
- Doryctes germanicus
- Doryctes gyljak
- Doryctes hedini
- Doryctes henryi
- Doryctes herero
- Doryctes heydenii
- Doryctes hyalinus
- Doryctes infuscatus
- Doryctes infuscus
- Doryctes inopinatus
- Doryctes leucogaster
- Doryctes longisetosus
- Doryctes longulus
- Doryctes macrocaudus
- Doryctes maculipennis
- Doryctes makiharai
- Doryctes malayensis
- Doryctes merinotides
- Doryctes minutus
- Doryctes molorchi
- Doryctes nigricornis
- Doryctes nobilis
- Doryctes nubilipennis
- Doryctes pacificus
- Doryctes petiolatus
- Doryctes philippinensis
- Doryctes pilosipes
- Doryctes pilosus
- Doryctes planiceps
- Doryctes pomarius
- Doryctes pseudopomarius
- Doryctes pulchricaudis
- Doryctes punctatus
- Doryctes pyrrhus
- Doryctes ridiaschinae
- Doryctes rossicus
- Doryctes rotundatus
- Doryctes rufipes
- Doryctes samoanus
- Doryctes selene
- Doryctes slavianka
- Doryctes slossonae
- Doryctes solox
- Doryctes striatellus
- Doryctes strigosus
- Doryctes subapterus
- Doryctes succinalis
- Doryctes tadzhicus
- Doryctes taras
- Doryctes testaceus
- Doryctes thoracicus
- Doryctes transversalis
- Doryctes tristriatus
- Doryctes undulatus
- Doryctes variegatus
- Doryctes variipennis
- Doryctes xanthocephalus